# Філатов Борис Альбертович
Бори́с Альбе́ртович Філа́тов (7 березня 1972 , Дніпро ) — український журналіст, адвокат, бізнесмен, політик. Міський голова Дніпра з 2015 року. Народний депутат Верховної Ради України VIII скликання, позафракційний (2014—2015). Один з лідерів і засновників політичної партії «Пропозиція». Кандидат юридичних наук (1997).
Член президії першого Конгресу місцевих та регіональних влад при Президентові України. 4 березня 2014 року призначений заступником голови Дніпропетровської обласної державної адміністрації Коломойського з внутрішньої політики. 6 листопада 2014 р. рішенням Центрвиборчкому України визнаний переможцем на виборах за 27 одномандатним виборчим округом (Дніпропетровськ).

## Життєпис
Народився Борис Філатов 7 березня 1972 року в Дніпропетровську (нині — Дніпро) у родині педагогів.
Батько — Альберт Борисович Філатов був викладачем на кафедрі філософії в Дніпропетровському державному університеті, де пропрацював 20 років. Мати — Луїза Трохимівна Філатова викладала російську мову і літературу в хіміко-технологічному та металургійному інститутах.

### Освіта
В перший клас пішов у Бамако, столиці Малі. Там його батьки проживали на колишній французькій базі ВПС. Навчався лише один рік, після чого родина повернулась в м. Дніпро
Навчався у Дніпропетровській школі № 73.
1993 року закінчив з відзнакою Дніпровський державний університет за двома спеціальностями: «історія та суспільствознавство» і «правознавство».
1997 року захистив кандидатську дисертацію в Одеській національній юридичній академії за спеціальністю «Теорія права. Філософія права». На той момент був наймолодшим кандидатом юридичних наук в Україні.

## Адвокатська діяльність
У професії з 1996 року. У 2000 році отримав свідоцтво на право адвокатувати.
Відкрив адвокатський бізнес, працював юрисконсультом, викладачем цивільного права в Академії митної служби України. Брав участь у судових справах, в тому числі, пов'язаних з інтересами олігарха Ігоря Коломойського. Філатова вважають штатним адвокатом групи «Приват», що спеціалізується на переділі корпоративної власності.
Сам Борис Філатов це заперечує, оскільки в цей же період він супроводжував процеси, що стосувалися ВАТ «Миколаївський глиноземний завод», ВАТ «Одесаобленерго», ВАТ «Інгулецький гірничо-збагачувальний комбінат», ВАТ «Центральний гірничо-збагачувальний комбінат» та інших підприємств, до яких група «Приват» не має стосунку. Філатов співпрацював з великою кількістю фінансово-промислових груп України:
В процесі адвокатської діяльності Філатов нерідко вступав в конфлікти з політиками, які підтримували його опонентів. Зокрема, з народними депутатами Інною Богословською і Святославом Олійником, головою Дніпропетровської облдержадміністрації Володимиром Яцубою, екс-прем'єром Павлом Лазаренком.
В ході відкритої полеміки, яку Борис Філатов вів з деякими політичними діячами, останні неодноразово намагалися його дискредитувати через підконтрольні ЗМІ. Так, у дніпропетровській обласній газеті «Дніпровська правда», контрольованій Павлом Лазаренком, була розгорнута інформаційна кампанія з дифамації Філатова. Неетичні публікації з'являлися і в низці центральних друкованих видань.

## Журналістика
2005 року Філатов відійшов від адвокатської діяльності й зайнявся журналістикою. З 2005 до 2010 він був автором і ведучим телепрограми «Губернські хроніки» на регіональному 9 каналі, який пов'язують з групою «Приват».
«Губернські хроніки» отримали широку популярність завдяки гучним журналістським розслідуванням професійної і громадської діяльності українських чиновників і політиків. Під час передвиборчої кампанії 2006 9 канал став єдиним ЗМІ, позбавленим ліцензії на мовлення за позовом партії «Віче». Судове рішення було пов'язане з тим, що в своїй програмі Філатов назвав «Віче» «продуктом одноразового використання». На виборах 2006 партія «Віче» набрала лише 1,2 % голосів і незабаром зникла з політичної арени. В процесі журналістської діяльності Борис Філатов приділяв велику увагу розслідуванням діяльності екс-прем'єра Павла Лазаренка. За результатами розслідувань знято два телевізійні фільми, в яких розкривалася суть звинувачень, пред'явлених Лазаренку в США, а також видано книгу «Феномен Лазаренка» (2008).
У зв'язку з високою популярністю програми деякий час навколо неї точилася суперечка щодо авторських прав. Двічі 9 канал намагався відновити програму у своєму ефірі, але з іншим ведучим. Однак обидві спроби були невдалими.
У 2010 пішов з 9 каналу і став вести передачу під назвою «Губернські прогнози» в ефірі Дніпропетровської обласної державної телерадіокомпанії (ДОДТРК) на 51 каналі. Цей факт деякі спостерігачі розцінили як розрив Бориса Філатова із групою «Приват». Опосередковано даний висновок підтверджувався критичними телесюжетами та публікаціями щодо Філатова, ініційованими керівництвом 9 каналу. Але згодом телеканал публічно приніс колишньому співробітнику свої вибачення.
Після переходу Бориса Філатова з 9 каналу на 51 канал народний депутат Святослав Олійник заявив, що Філатов працює на Партію регіонів. Сам Філатов, який не входив до лав жодної політичної партії, свій крок мотивував інакше. За його словами, телепроєкт «Губернські хроніки» за п'ять років себе вичерпав. Крім того, небажання вести програму, яка гостро критикує владу, Філатов пояснив тим, що перебуває в дружніх стосунках з новим губернатором Дніпропетровщини Олександром Вілкулом і що саме Вілкул запропонував йому почати новий проєкт на ДОДТРК Згодом дружні стосунки з віце-прем'єр-міністром зійшли нанівець через «наїзд» держорганів за замовленням Вілкула і спробу відібрати «Дніпропетровський стрілочний завод» у одного з бізнес-партнерів Філатова — Олега Левіна.
Борис Філатов зняв низку телефільмів про свої подорожі: «Югославські хроніки» (2005) — про наслідки громадянської війни в Югославії, «Арабські хроніки» (2006) — про руйнування негативних стереотипів щодо близькосхідних держав; «Американські хроніки» (2007, 2 частини) — про звичаї та побут американської глибинки, «Канадські хроніки» (2008, 3 частини) — про долі членів української діаспори; «Європейські хроніки» (2009, 4 частини) — про плюси і мінуси життя в об'єднаній Європі; «Африканські хроніки» (2010—2011, 3 частини) — про родоплемінну ворожнечу (трайбалізм), яка здатна знищити не лише Африку, а й Україну.
У червні 2017 року на з'їзді фестивалю блогерів у Дніпрі мер Дніпра Борис Філатов на прохання учасника «А можна українською? Я не розумію російської» заявив «Нє разумієте? Ну так сідітє і нє слушайтє. Я вам могу толька пасачуствавать, єслі ви нє разумієте» (фраза вимовлена сумішшю української та російської).

## Громадська діяльність
У жовтні 2007 Борис Філатов організував збір коштів для допомоги людям, постраждалим від вибуху побутового газу в житловому будинку на вул. Мандриківській у Дніпропетровську, внаслідок якого загинули 23 людини, з яких 9 дітей. За п'ять днів вдалося зібрати понад 3 млн грн., які були розділені серед мешканців зруйнованого будинку. Майже половину грошей перерахував російський бізнесмен Вадим Новинський, до якого звернувся Філатов.
У травні 2011 на щорічному конгресі Міжнародного товариства колекціонерів нецке (International Netsuke Society) Бориса Філатова обрано головою філії Міжнародного товариства колекціонерів нецке в країнах СНД. Після анексії Криму в березні 2014 року Філатов склав із себе повноваження голови філії.
У жовтні 2011 відбулася аудієнція Бориса Філатова у Її Імператорської Величності, Принцеси Японії Такамадо, вдови двоюрідного брата нинішнього Імператора Акіхіто. У рамках аудієнції Філатов розповів принцесі про розвиток українсько-японських зв'язків, про проведення наукових досліджень у галузі історії нецке, популяризацію культури нецке в Україні, а також роботу філії Міжнародного товариства колекціонерів нецке в країнах СНД, головою якої він є.
Борис Філатов є головою оргкомітету міжнародного парусного проєкту «Навколосвітнє плавання давньослов'янської лодії „Русич“». Він регулярно надає підтримку, зокрема фінансову, відомим мандрівникам — братам Сергію та Олександру Синельникам, Ігорю Соколову, іншим мандрівникам-ентузіастам з України та країн СНД.
Він опікується культурологічними проєктами «Номади» і «Україна очима птахів». У рамках першого проєкту раз у два роки в Києві і Дніпрі організується фотовиставка робіт мотомандрівників. У рамках другого проєкту — готується видання альбому унікальних фотознімків Україні з висоти пташиного польоту. До участі у цьому проєкті залучені молоді, але вже визнані у світі та відомі фотохудожники України.
Філатов є членом Опікунської ради Європейської асоціації українців (базується у Брюсселі), яка об'єднує українців, що протягом тривалого часу проживають в країнах ЄС. Борис є церковним старостою новозбудованого Свято-Іоанно-Златоустівського храму Московського патріархату в Дніпрі.

## Політика

### Участь у Революції гідності
Під час Революції гідності активно підтримував Євромайдан у Дніпропетровську організаційно, юридично, фінансово, а також інформаційно, за що разом зі своїм бізнес-партнером Геннадієм Корбаном піддався переслідуванню з боку віцепрем'єра Олександра Вілкула, який впливав на регіональну владу.
Переслідування Корбана і Філатова почалося в рамках боротьби з Революцією гідності в Дніпрі після розгону протестувальників 26 січня. Воно було багатокомпонентним і включало в себе інформаційну, силову та «правову» складові.
Силову атаку забезпечили бійці «Беркута», які, за словами Бориса Філатова, загонами по 30-40 осіб пройшли по офісах Корбана, Філатова і партнерів з обшуками під приводом пошуку екстремістів. Документів, що санкціонують обшук, у них не було. Заступник голови Бабушкінського (нині - Шевченківського) районного суду, один із відомих «суддів Майдану» Микола Бібік ухвалив рішення про примусовий привід Корбана і Філатова до суду, що за фактом означало затримання і арешт.
28 січня 2014 року Філатов і Корбан залишили Україну, після від'їзду заявивши, що їх переслідує за громадянську позицію «влада Дніпропетровської області, якою курує віце-прем'єр міністр Вілкул О.Ю.».
29 січня 2014 року на Філатова і Корбана послідувала інформаційна атака дніпропетровського нардепа-регіонала Дмитра Шпенова, який звинуватив бізнесменів у рейдерстві. У блозі Шпенова на сайті «Корреспондент» на адресу Філатова і Корбана вже містяться звинувачення, які після обрання Філатова народним депутатом і мером будуть регулярно відтворюватися на адресу Корбана («рейдерство») і Коломойського (створення «приватних армій», спроба перевороту).
30 січня 2014 року Філатов повідомляє, що рішення суду про їх примусовий привід до суду (за фактом - арешт) офіційно скасовано. Однак тиск влади на прихильників Євромайдану тривав. Борис Філатов описав обстановку в Дніпрі:

| У місті масово затримують студентів і школярів старших класів. Виписують арешти за знайдені прапори Євромайдану. Одному з наших працівників хотіли зрізати двері у квартирі, оскільки прийшли з обшуком шукати вибухівку. |
| — Борис Філатов |

Мінімізуючи конфлікт, і Філатов, і Корбан публічно представлять те, що відбувається, як зведення Вілкулом особистих рахунків за «якусь минулу образу».
2 лютого Філатова і Корбана було запрошено до Кнесету Ізраїлю і вони зустрілися там із депутатами, а ввечері з ними неформально поспілкувався спікер Кнесету Юлій Едельштейн.

### Заступник голови Дніпропетровської обласної адміністрації
Після зміни влади в Україні внаслідок втечі Януковича головою Дніпропетровської обласної адміністрації 2 березня 2014 р. було призначено олігарха Ігоря Коломойського замість «регіонала» Дмитра Колеснікова, а вже 4 березня 2014 року заступником голови Дніпропетровської обласної державної адміністрації з питань внутрішньої політики став Борис Філатов. Також заступниками голови ОДА стали Святослав Олійник і Геннадій Корбан.
17 квітня 2014 р. у ході російсько-української війни запропонував грошову винагороду за «найманців», звільнені адміністративні будівлі та зброю.

### У Верховній раді
Після свого призначення у 2014 році заступником голови Дніпропетровської обласної державної адміністрації з внутрішньої політики Філатов балотувався до Верховної Ради України VIII скликання. 6 листопада того ж року рішенням Центрвиборчкому України він був визнаний переможцем на виборах за 27 одномандатним виборчим округом (Дніпропетровськ). Помічником Філатова був його бізнес-партнер з Дніпра Михайло Кошляк.

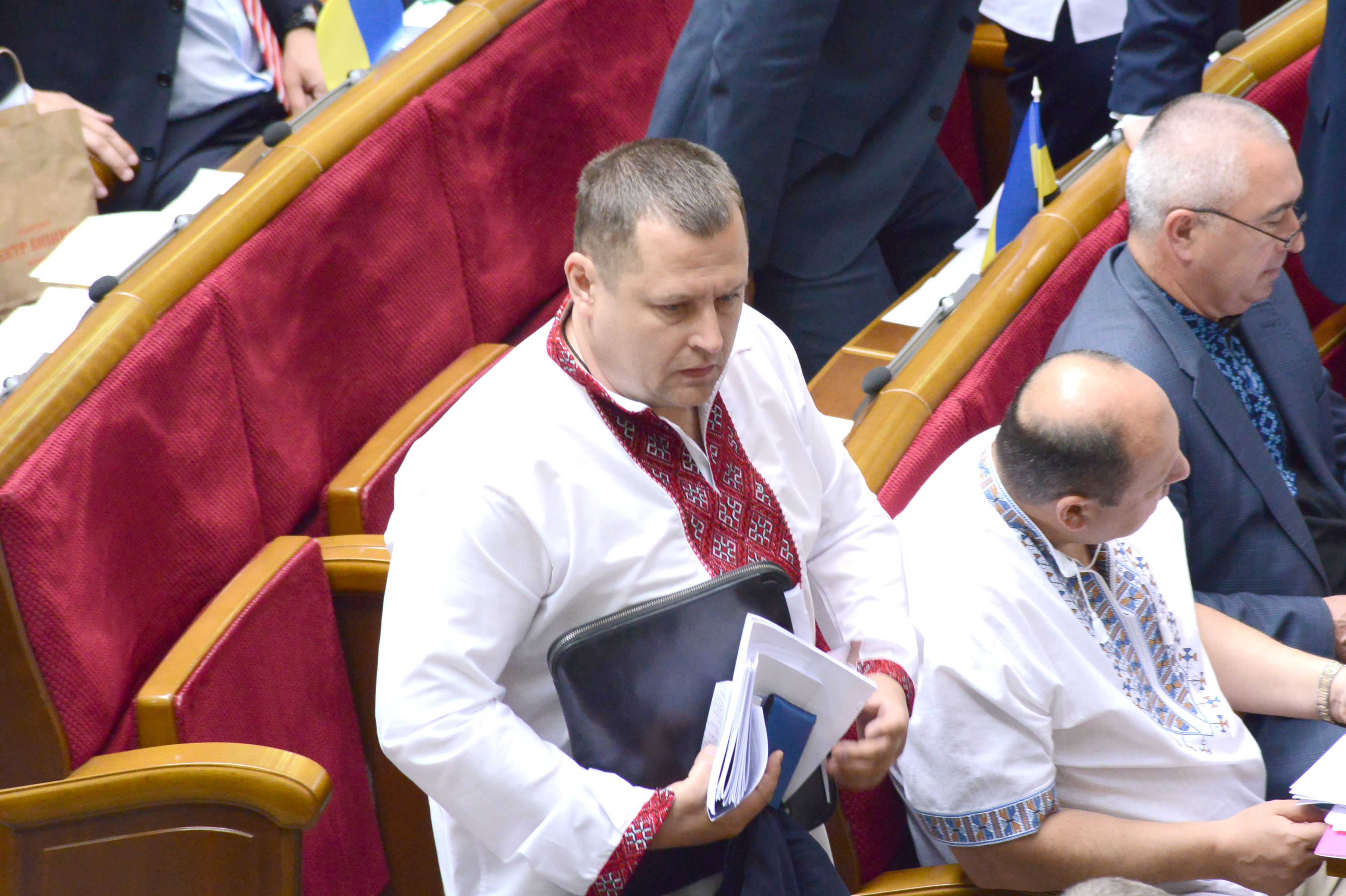
Філатов у Верховній раді, травень 2015

24 листопада 2015, після обрання міським головою Дніпропетровська, написав заяву про складання повноважень народного депутата України, однак 26 листопада Верховна Рада не підтримала його заяву, і повноваження були зняті лише через місяць, 24 грудня. При цьому в одномандатному виборчому окрузі Філатова нові вибори до квітня 2016 роки так і не відбулися, адже питання позбавлення повноважень депутата ще не було остаточно вирішено.

### Міський голова Дніпра
Восени 2015 року був висунутий партією «УКРОП» (засновниками якої вважаються також І.Коломойський і Г.Корбан) на посаду міського голови Дніпропетровська. У першому турі виборів 25 жовтня посів 2-ге місце, набравши 35,77 % голосів виборців. У другому турі 15 листопада переміг свого опонента, колишнього губернатора О.Вілкула, набравши 52,31 % голосів (184 874) виборців. 27 листопада 2015 року більшість депутатів Дніпропетровської міської ради (43 з 64 депутатів) покинули сесію під час складання присяги міського голови Борисом Філатовим в знак протесту проти фальсифікацій і підкупу виборців, які, на їхню думку, мали місце в ході виборів. У свою чергу мер Філатов наголосив тоді, що прийняв присягу без відхилень від чинного законодавства. За словами Філатова, відразу після завершення виборів до місцевих органів влади були спроби розхитати роботу міської ради, однак ситуацію вдалося владнати.
У травні 2016 року Філатов заявив, що перейменування Дніпропетровська в Дніпро в рамках декомунізації є не на часі і попросив спікера ВРУ Парубія не підписувати відповідний документ.
У перший рік каденції вдалося погодити з турецькою компанією контракт на подальше будівництво місцевого метрополітену. Навесні 2016 року в місті почали перший за понад півстоліття капітальний ремонт Центрального мосту. Також у місті стартувала робота з системної підтримки бійців АТО та їхніх сімей. Влітку 2017 року в Дніпрі з'явилися унікальні для України тролейбуси з автономним ходом.
1 листопада 2018 — Філатова внесли до санкційного списку РФ.
У 2018 році Філатов вийшов з партії «УКРОП».
22 липня 2019 року Філатов запропонував президентові Зеленському якомога швидше провести дострокові місцеві вибори, щоб таким чином місцева влада склала іспит довіри виборців.
22 листопада 2020 переміг у другому турі виборів (78,1 % проти 18,8 % у Загіда Краснова) залишився міським головою Дніпра.
16 травня 2021 року, за особистим розпорядженням Філатова, над міськрадою м. Дніпра в знак солідарності було піднято державний прапор Ізраїлю.
9 лютого 2022 року біля входу до будівлі міськради на Алеї багатонаціонального міста на флагштоку замінили офіційний прапор Білорусі на біло-червоно-білий стяг. Наступного дня прокуратура Білорусі відкрила кримінальну справу проти Філатова за «розпалювання національної ворожнечі». МЗС Білорусі надіслало ноту протесту українській стороні. Вимогою називають повернення білоруського державного прапору на місце.
19 жовтня 2022 Борис Філатов розповів, що відмовився від хабаря у 22 млн євро від забудовника Максима Микитася за можливість будувати метро в місті за кошти Європейського банку реконструкції і розвитку. Микитася затримали, розпочате кримінальне провадження.

## Оцінки діяльності
З 2014 по 2021 рік Борис Філатов входив до рейтингу «100 найвпливовіших українців» за версією журналу «Фокус». Так, у 2014 році журналісти видання зазначили, що «Філатов організував роботу з будівництва оборонних споруд, зайнявся вивезенням, лікуванням і реабілітацією поранених із зони АТО, а також брав участь у переговорах щодо звільнення полонених українських солдатів — багатьох повернув у сім'ї».
У 2019 році видання «Фокус» зазначало, що «Борис Філатов залишається в кріслі мера не тільки завдяки вмінню досягати успіху в кризових ситуаціях. Особливу роль він приділяє піару, знаменитий своєю експресивною лексикою у Facebook, де, не соромлячись у виразах, коментує те, що відбувається в Україні». У 2021 році журналісти відзначали, що «амбітні будівельні плани, про які Борис Філатов заявляв на початку року, почали здійснюватися. Майже в кожному районі міста 2021 року тривають будівельні або відновлювальні роботи. Проєкти масштабні: десь дворівневі набережні, десь великі спорткомплекси, десь — паркові зони».

### Рейтинг впливу
Згідно з рейтингом журналу «Фокус» «100 найвпливовіших українців»:
- 2014 рік — № 52[72];

- 2015 рік — № 66[75];

- 2016 рік — № 66[76];

- 2017 рік — № 53[77];

- 2018 рік — № 70[78];

- 2019 рік — № 67[73];

- 2020 рік — № 77[79];

- 2021 рік — № 68[74].

## Нагороди, звання та відзнаки
- Орден «За заслуги» III ст. (15 вересня 2014) — за вагомий особистий внесок у державне будівництво, реалізацію програм розвитку Дніпропетровської області, багаторічну сумлінну працю[80].
- Заслужений журналіст України (13 листопада 2008) — за вагомий особистий внесок у розвиток телебачення і радіомовлення в Україні, створення творчих і тематичних програм, широке інформування громадськості, високу професійну майстерність[81].
- грудень 2008 — ювілейний орден Священного Синоду УПЦ МП рівноапостольного князя Володимира «1020-річчя Хрещення Русі»[82].
- листопад 2009 — орден Почаївської Божої матері[83].
- липень 2010 — грамота Патріарха Московського і всія Русі, предстоятеля Російської православної церкви Кирила[84].
- листопад 2010 — відзнака предстоятеля УПЦ московського патріархату Митрополита Володимира «За особливі заслуги перед УПЦ (МП)»[85].
- 2015 — пам'ятна патріотична медаль «За оборону Донбасу» (нагорода Правого сектору).
- В 2023 році став одним з 15 лідерів у категорії "Державне управління" рейтингу "Список лідерів України УП-100"[86] видання Українська правда.

## Захоплення
Вивчає історію, культуру, мистецтво, філософію і етнографію Японії. Має велику колекцію нецке, в якій представлені мініатюрні скульптури різних японських майстрів XVII—XIX ст. Колекція нецке оцінюється у 163 млн грн..
Борис Філатов захоплюється мотомандрівками. На своєму мотоциклі проїхав понад 50 країн світу, перетнув кілька континентів — Північну Америку від Атлантичного океану до Тихого, Азію, Європу. У 2010 здійснив африканський трансконтинентальний пробіг через вісім країн африканського континенту («Проєкт ТрансАфрика»).
Він також пристрасний шанувальник дайвінгу, здійснив більше 250 занурень, в тому числі складних, на газових сумішах — в печери та на затонулі судна. Свої подорожі він описував у дописах для російського журналу «Октопус».
Брав участь у міжнародному космічному проєкті Virgin Galactic під номером 145. У 2014 планував здійснити суборбітальний політ на кораблі SpaceShipTwo як перший космічний турист від України.

## Сім'я
- Дружина — Марина

- Донька — Катерина

## Статки
У 2006 задекларував доходи за 2005, що дозволили йому увійти до числа офіційних доларових мільйонерів.
Декларація за 2015 рік свідчить, що Філатов має: 3,6 млн грн і 1,11 млн $ готівкою, 5 наручних годинників Breguet, Cartier, Officine Panerai, Audemars Piguet Atmos, автомобіль Toyota Land Cruizer FJ140 (1963), DeLorean DMC-12 (1981), BMW R27 (1961), Mercedes-Benz S600 (2012), Mercedes-Benz (1969), Jaguar (1989), Dodge RAM (2008), 4 одиниці водного транспорту і вертоліт. Також мер Дніпра володіє акціями чотирьох обленерго, ПАТ «Дніпровагонмаш», ПАТ «ІВП Енергія», ВАТ «Обленерговідобудування» і «Мода-сервіс».

## Цікаві факти
- 2017 року Філатов знявся в рекламному ролику піцерії «Veterano»[96].
- Посольство Білорусі в Україні направило до Міністерства закордонних справ України ноту протесту, а згодом у Білорусі завели кримінальну справу на Філатова за підозрою у «розпалюванні національної ворожнечі» через заміну державного прапора Білорусі біля будівлі міськради на БЧБ-прапор.[69][70]